# Rathaus (Giebelstadt)

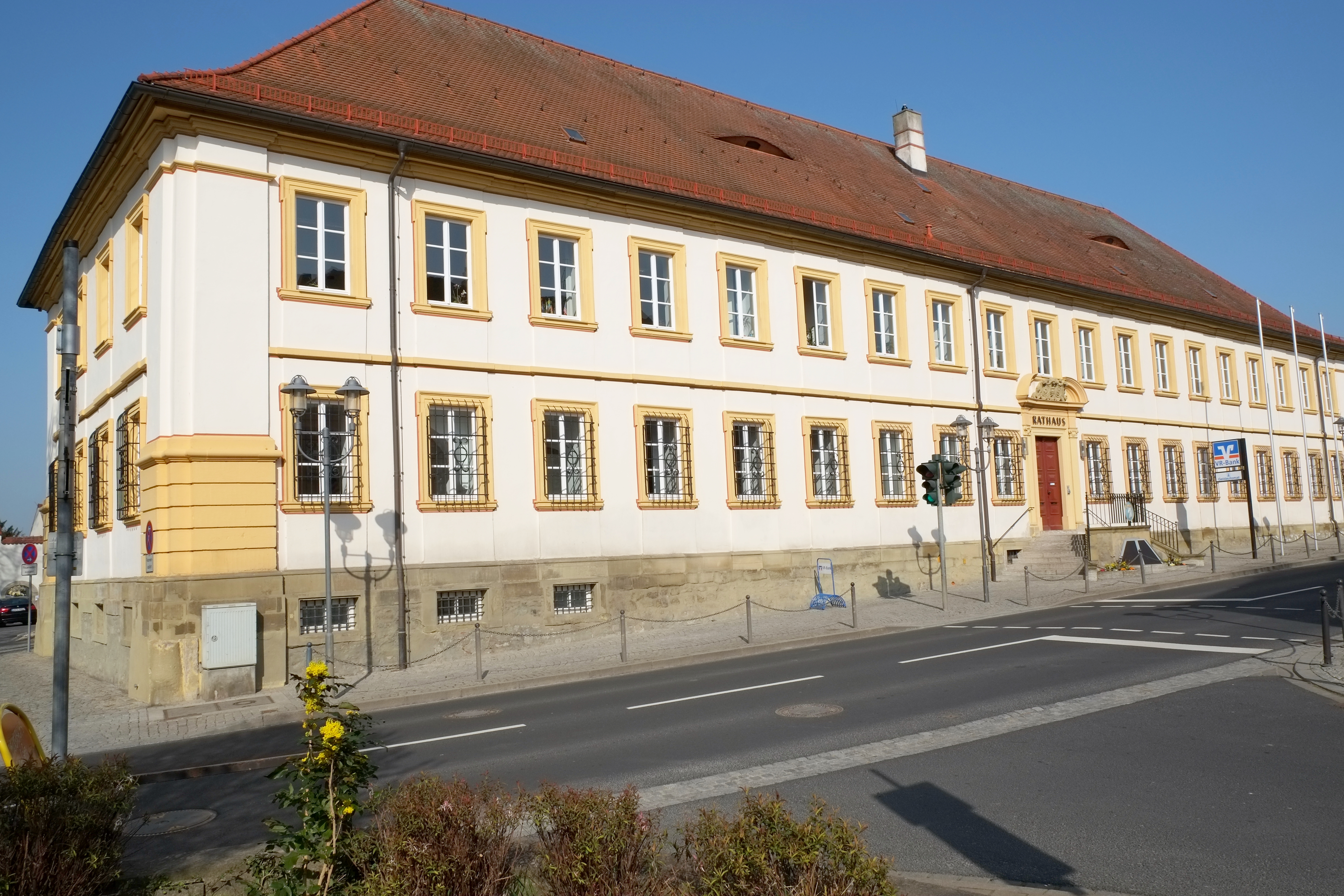
Rathaus in Giebelstadt

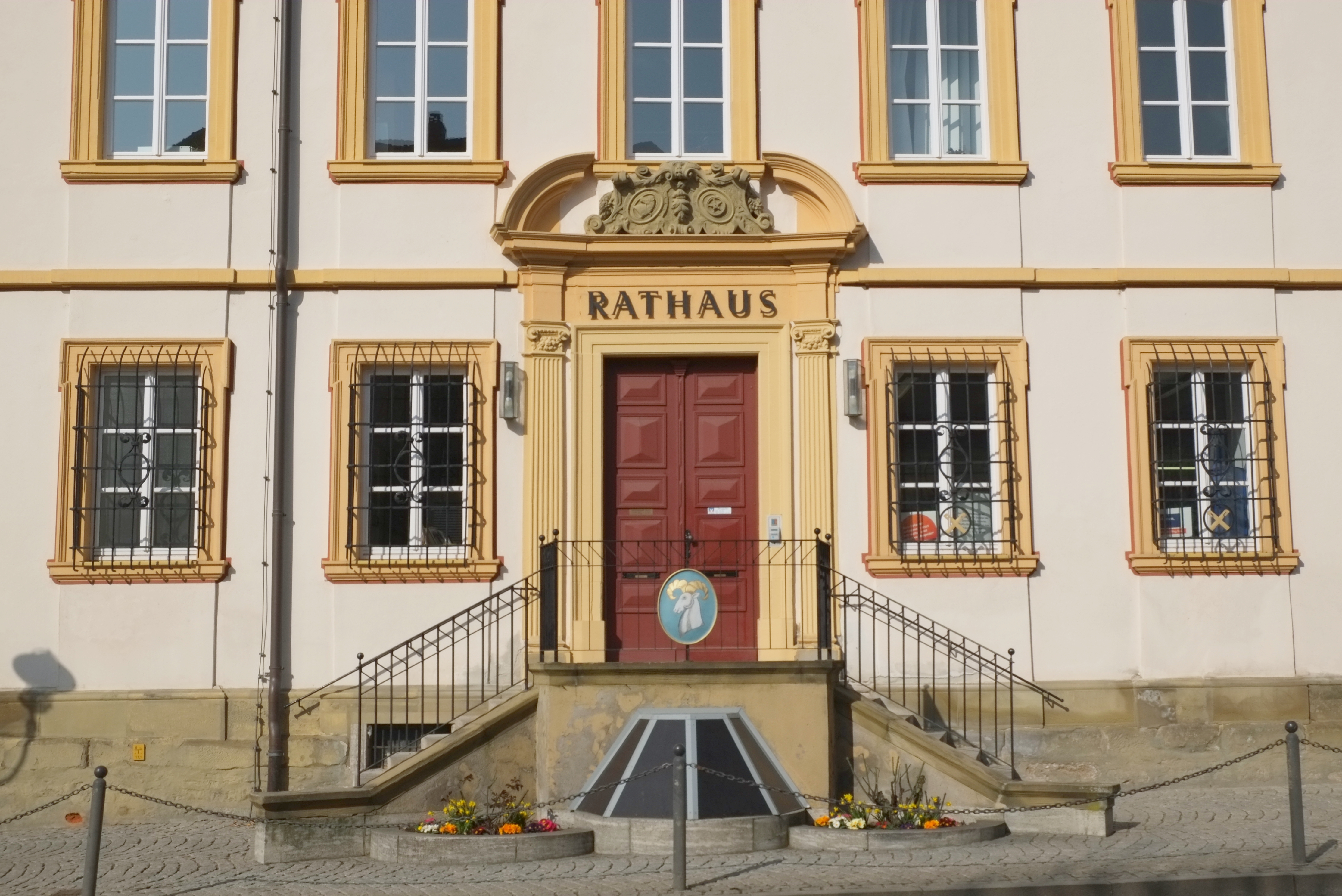
Portal mit Wappen

Das Rathaus (auch als Friesenhäuser Schloss bezeichnet) in Giebelstadt, einer Marktgemeinde im unterfränkischen Landkreis Würzburg in Bayern, wurde um 1709 errichtet. Das Rathaus am Marktplatz 3 ist ein geschütztes Baudenkmal.

## Beschreibung
Das für Johann Gottlob Zobel von Giebelstadt-Friesenhausen gebaute Schloss ist ein gestreckter Walmdachbau mit Barockgliederung. Es wurde nach Entwürfen des Hochfürstlich Würzburgischen Stadt- und Landbaumeisters Joseph Greissing errichtet. Im gesprengten Segmentbogengiebel über dem Portal befindet sich ein Relief mit dem Allianzwappen von Johann Gottlob Zobel von Giebelstadt (1679–1730) und seiner Frau Maria Sophia von Berlichingen-Rossach.

## Heutige Nutzung
Im Jahr 1979 erwarb die Gemeinde Giebelstadt das ehemalige Schloss und baute es zum Rathaus um. Seit 1984 wird das Gebäude von der Gemeindeverwaltung Giebelstadt, der Verwaltungsgemeinschaft Giebelstadt und der Zweigstelle Giebelstadt der Volksbank Raiffeisenbank Würzburg genutzt.